# 周䂮
周䂮（554年—577年），南陈义兴郡阳羡县（今江苏省宜兴市南）人。周文育的孙子，周寶安的儿子。
周宝安去世后，周䂮为偏将。征伐欧阳纥，平定淮南，有功，封为江安县伯，食邑四百户。历任晋陵郡、定远郡二郡太守。太建九年（577年）卒，时年二十四岁，赠电威将军。